# 大漢溪

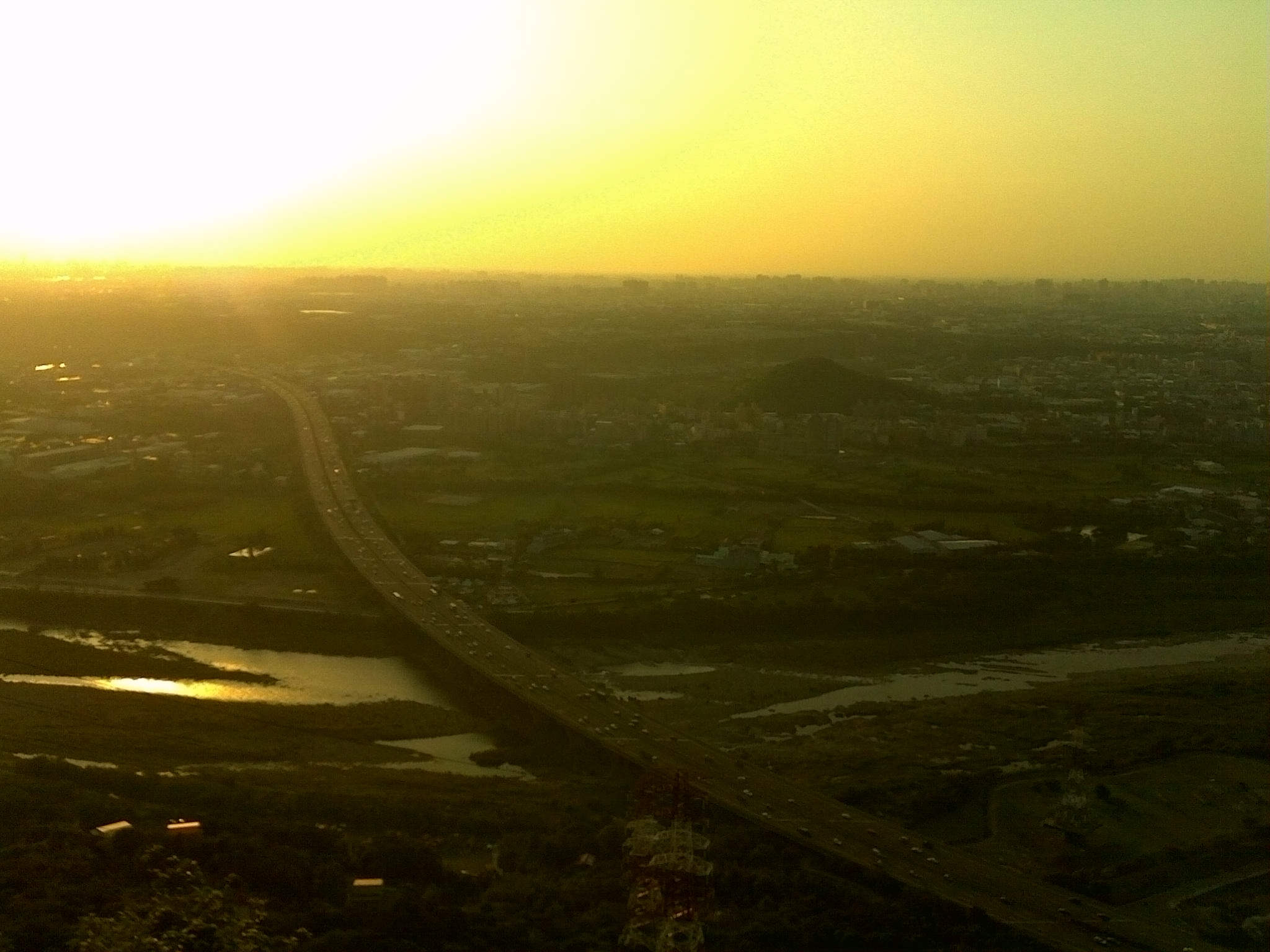
鳶山鳥瞰國道三號跨越大漢溪

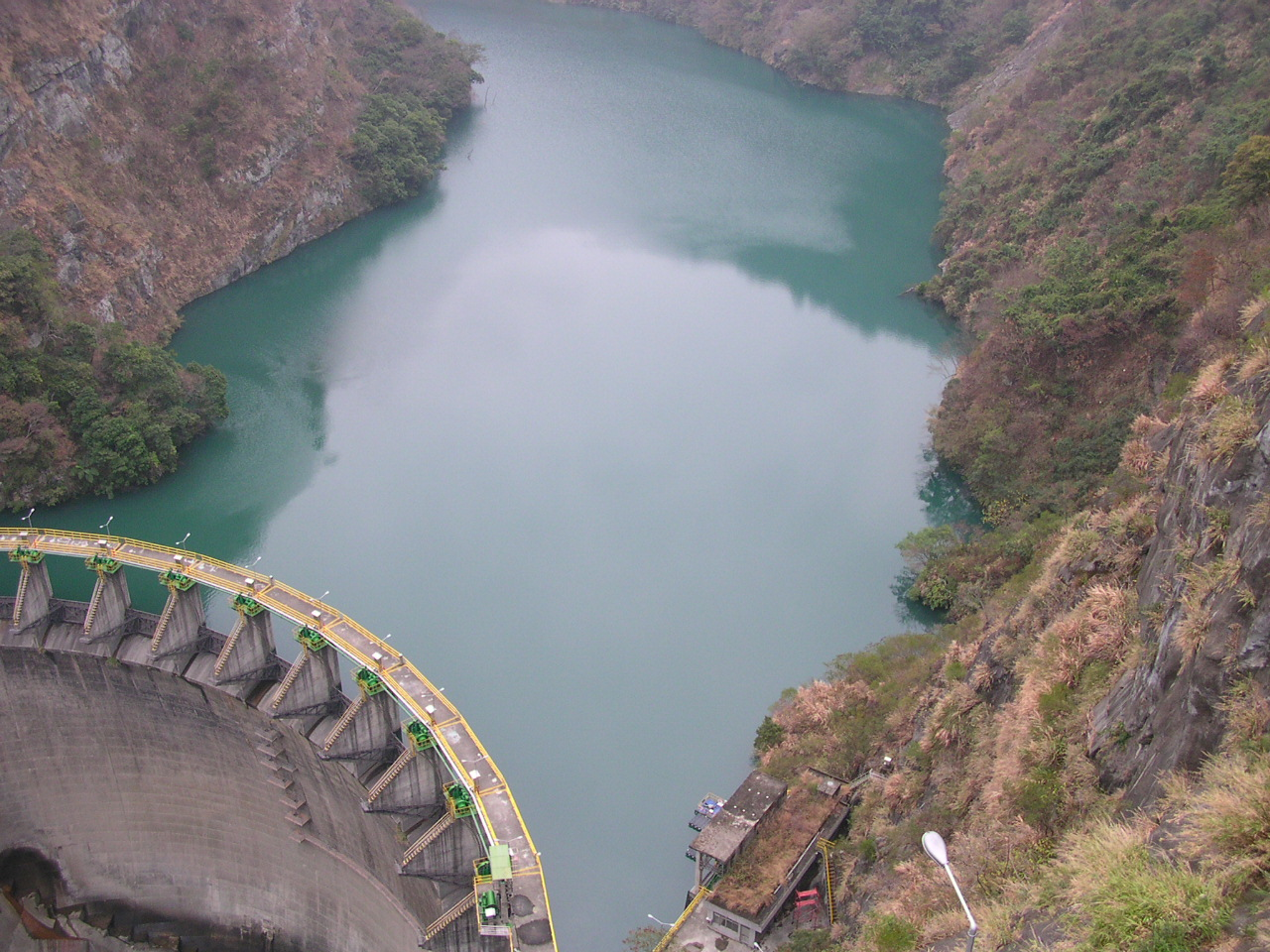
位於大漢溪上游的榮華壩

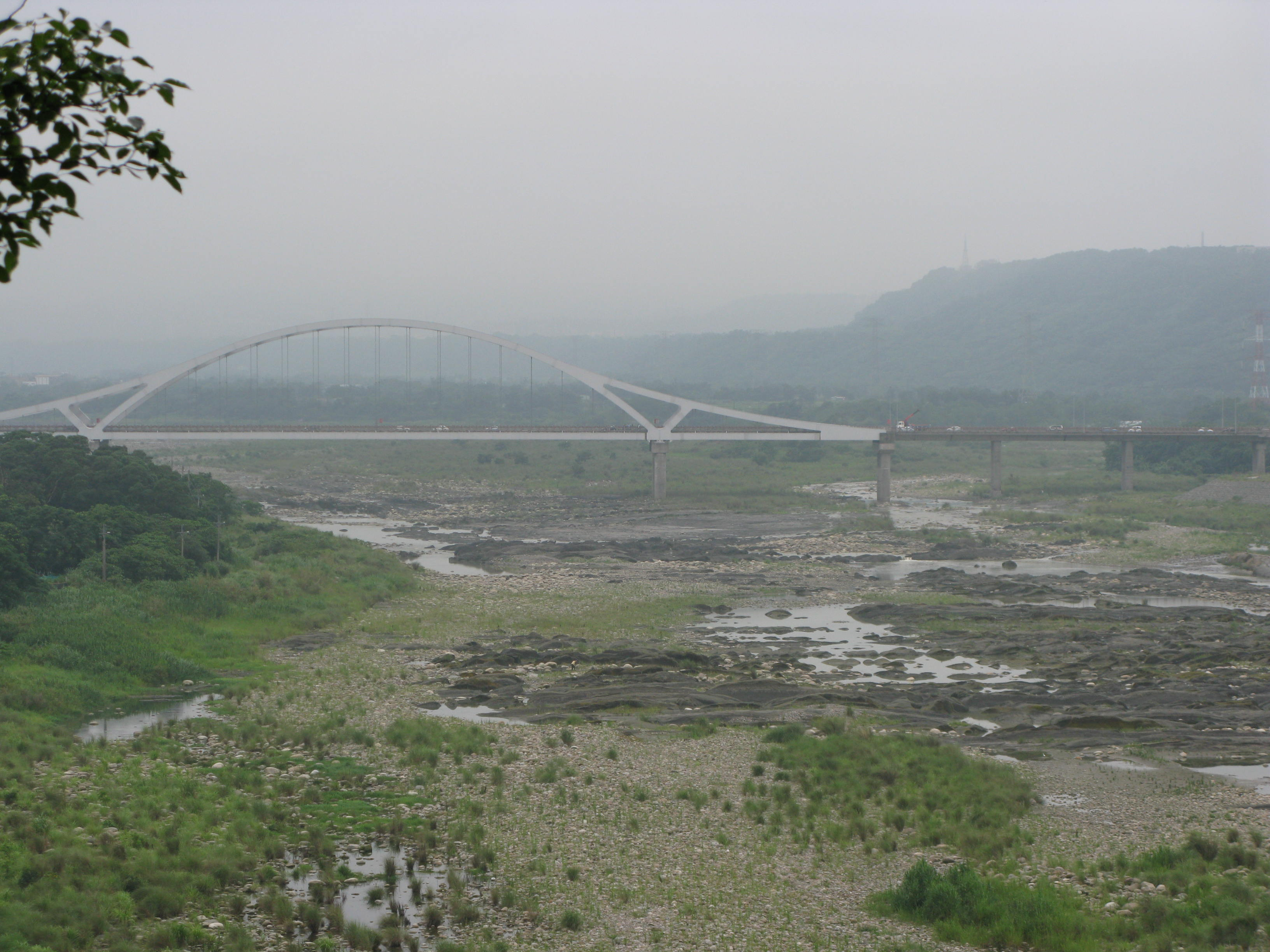
大溪區境內的大漢溪河道，遠處為崁津大橋，早期這附近曾有渡船碼頭以及木材的集散地

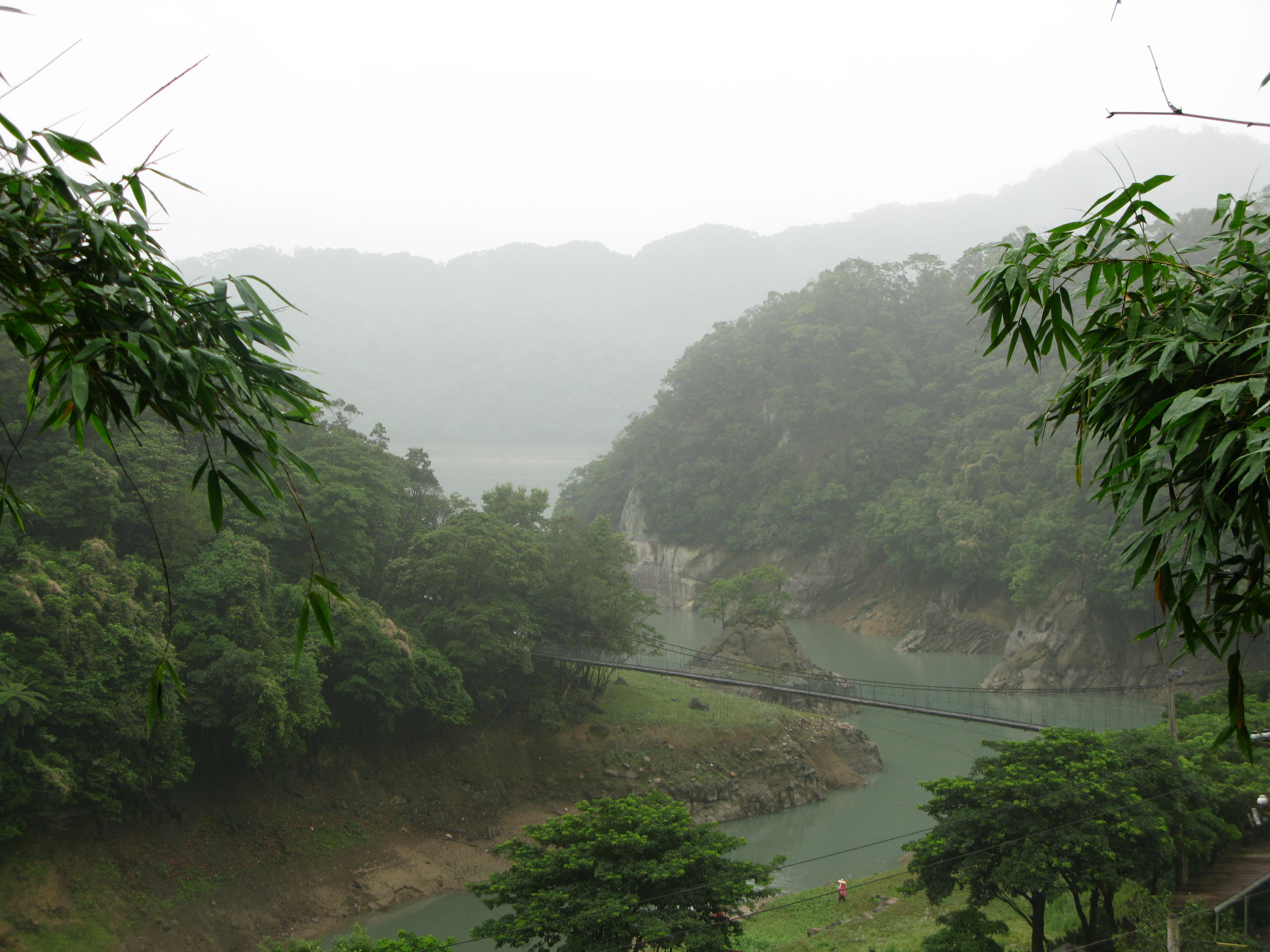
大漢溪的上游河道，遠處可見石門水庫

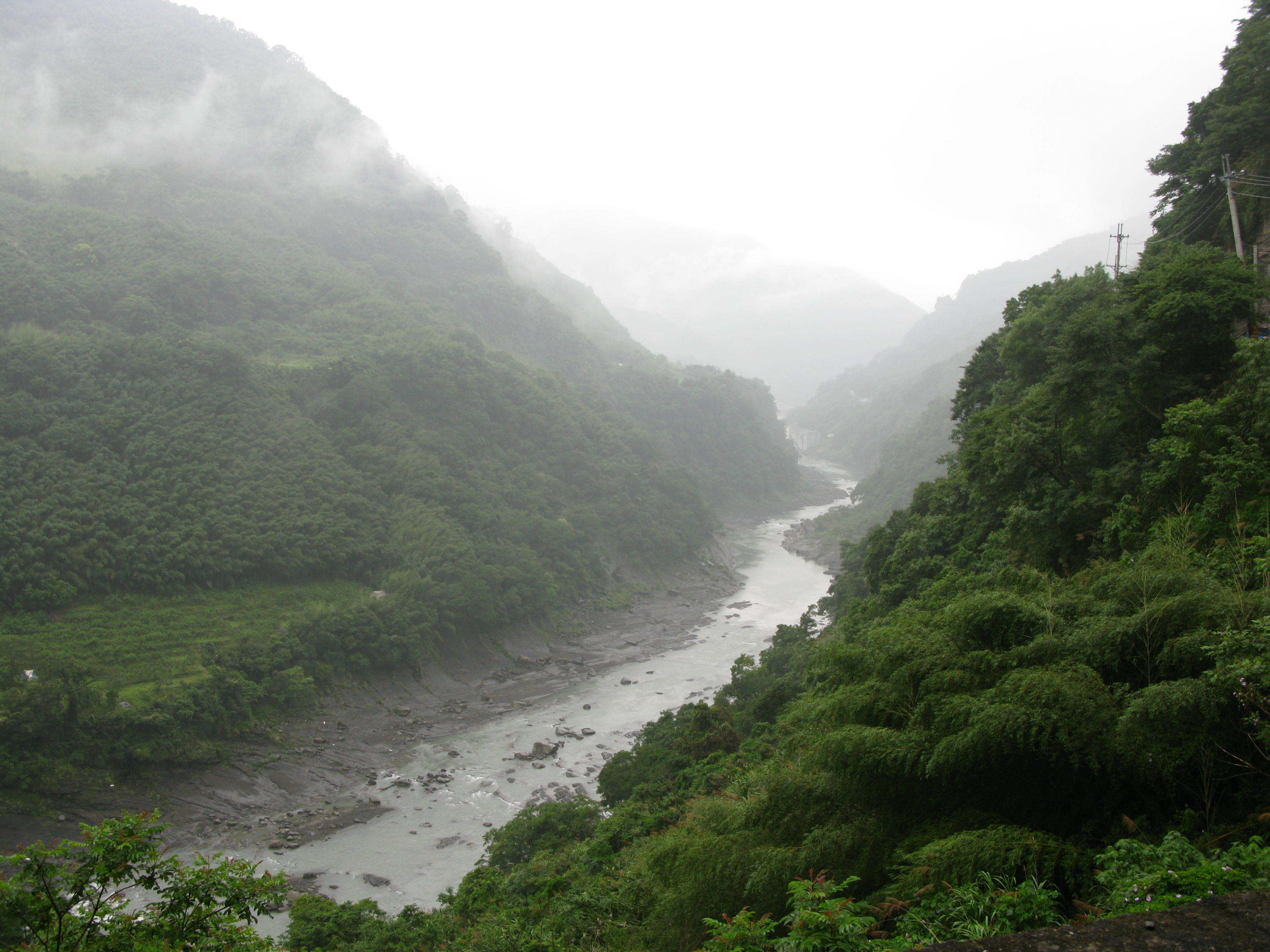
大漢溪上游的支流，位於復興區北橫公路沿線的三光溪河谷

大漢溪，舊名大嵙崁溪，位於台灣北部，是淡水河主流上游，河長135公里，流域面積1,163平方公里，涵蓋新北市、桃園市、新竹縣，以及宜蘭縣的一小部分。
其源流名為塔克金溪（泰崗溪），位於新竹縣尖石鄉境內，發源於品田山北側標高約3524公尺處，先向東北流，隨後折向西北，經司馬庫斯、鎮西堡、新光，在秀巒與薩克亞金溪（白石溪）會合，改稱馬里闊丸溪（玉峰溪），再往北流復轉東流，至桃園市復興區下巴陵與另一大支流三光溪會合後，始稱為大漢溪。此後主流流經桃園市大溪區、新竹縣關西鎮、桃園市龍潭區，及新北市三峽區、鶯歌區、樹林區、土城區、板橋區、新莊區、三重區，最後於板橋江子翠與新店溪匯流合稱淡水河。
本溪上游為石門水庫集水區，供應桃園市及新北市板橋、土城、新莊、三峽、鶯歌、樹林、林口、泰山、蘆洲、五股、八里等地區用水。

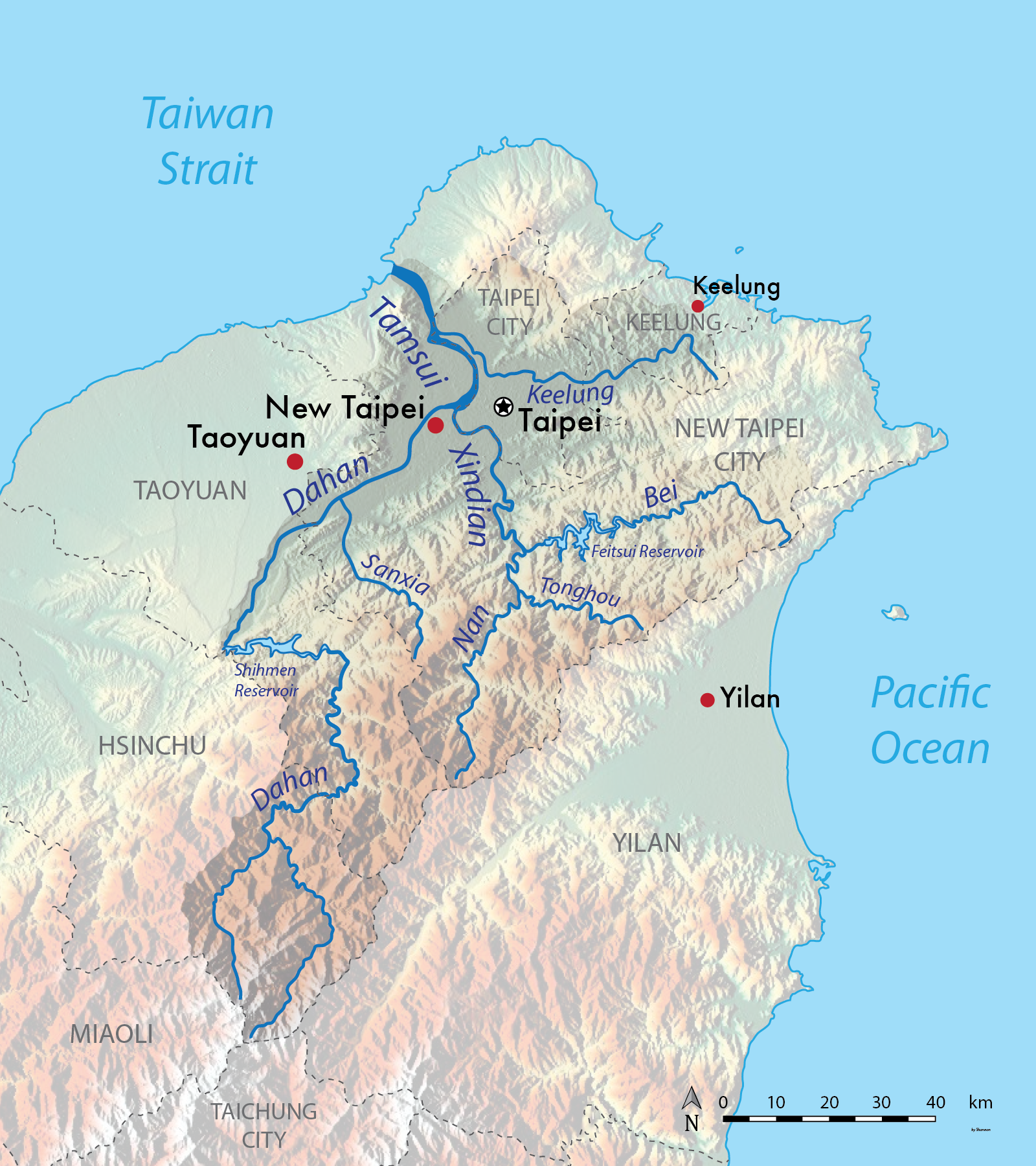
大漢溪

## 歷史
大漢溪最早稱為大姑陷溪，得名自「大姑陷」即今之桃園市大溪區，源自於平埔族霄裡社人稱其為「Takoham」之音譯，其音近似居住於大漢溪源頭的卡奧灣群泰雅族或。（pp. 122,129-135）後因「陷」字不吉祥，乃依月眉位於「河崁」之地的天然地勢，將「大姑陷」改稱「大姑崁」。清同治四年（1865年）為慶賀月眉李騰芳中舉人，遂改稱「大科崁」。其後臺灣巡撫劉銘傳將之改為「大嵙崁」，河川易名大嵙崁溪，今日臺鐵局仍有稱為「第二大嵙崁溪橋」的鐵路橋，位於浮洲＝樹林區間。
日治後的大正9年（1920年）10月1日，大嵙崁改為大溪街。翌年5月27日，復將大嵙崁溪更名為淡水河，即上下游名稱予以一致。然民間仍慣用舊稱，甚至縱貫線鐵路橋仍稱「第一大嵙崁溪橋」、「第二大嵙崁溪橋」不變。戰後1966年12月7日，行政院准予省府改大嵙崁溪為大漢溪案，省府於翌年3月16日公告並要求各縣市政府訂正河川圖籍。
另，自二甲九（今鶯歌區二甲里）至擺接（擺接堡，今板橋區）這一段，清代稱為擺接溪。
從前大嵙崁溪至三角湧（今三峽區）附近，因地勢低平，河面加寬，形成網狀河道。三峽溪與橫溪各自注入大嵙崁溪分流河道，三峽溪於劉厝埔匯入分流，為橫溪匯注點之上游約八百公尺處。其後因河沙堆積，河床日漸昇高，導致分流消退，原本兩溪匯注處之大嵙崁溪分流河道成為三峽溪河道之延伸，因而形成今日三峽溪納橫榽之勢。

## 地質
在台北盆地形成前，古大漢溪和古新店溪是獨立入海的兩條河，大漢溪自源地以降，河道多有曲折，在石門以上呈東西走向。早在台北地區還是一片山地時，大漢溪在石門流出山區後，就直接由石門直接向西逕流入海。台北下陷成盆地後，古新店溪轉往北流，同時加速了上游的向源侵蝕作用，源頭逐漸向南切割山谷，於是越來越靠近山谷另一邊的古大漢溪。大約在三萬年前，於石門發生河川襲奪，古新店溪切穿山谷，地勢較低的古新店溪將古大漢溪襲奪，大漢溪於石門附近直角轉彎，下游的大漢溪改道北流，轉向北北東流入台北盆地，現今的桃園台地群是大漢溪被襲奪前所堆積的古石門沖積扇。大漢溪改向後流量增加，侵蝕基準下移，於是形成規模龐大之大溪河階群。
大漢溪上游地勢陡竣，河谷深邃，海拔甚高，河流侵蝕作用旺盛，形成高山懸崖與峽谷、瀑布、曲流、河階、台地、壺穴等自然地形景觀。自義興至石門水庫之間，河谷略為開闊，河階地發達，在霞雲坪、角板山、溪口台、竹頭角等地各有兩階至五階不等之河階地分布，各階地平整且開闊。從石門至鶯歌一帶，流路轉向東北流向台北盆地，在大溪與龍潭一帶河階地更為廣泛發達。大漢溪主流流至三峽後，其支流三峽河則匯合於右岸，一直到江子翠與新店溪匯合。

## 環境與生態
為了有效改善大漢溪沿岸水質污染問題，新北市政府推動河川水質再淨化工程，在大漢溪左右岸設施人工濕地，包括打鳥埤人工溼地、鹿角溪人工溼地、新海人工溼地，分布在鶯歌溪下游、三峽大橋下游、城林橋上游、浮洲橋下游、新海橋上游，以及大漢橋至華江橋段右岸等地，透過生態淨化方式處理匯入大漢溪的污水，以利於達到降低污染物排入河川的目的。

## 大漢溪主要支流
- 大漢溪：新北市、桃園市、宜蘭縣、新竹縣
  - 塔寮坑溪：新北市樹林區、新莊區、桃園市龜山區
  - 三峽河（三峽溪）：新北市、桃園市
    - 橫溪：新北市三峽區
    - 大豹溪：新北市三峽區

  - 鶯歌溪（西比亞溪）：新北市鶯歌區
  - 草嶺溪：桃園市大溪區
  - 打鐵坑溪：桃園市龍潭區
  - 三民溪：桃園市大溪區、復興區
  - 奎輝溪：桃園市復興區
  - 霞雲溪：桃園市復興區
    - 庫志溪：桃園市復興區

  - 宇內溪：桃園市復興區
  - 義興溪：桃園市復興區
  - 高坡溪：桃園市復興區
  - 雪霧鬧溪（西布喬溪）：桃園市復興區
  - 榮華溪：桃園市復興區
  - 寶里苦溪：桃園市復興區
  - 卡拉溪（拉拉溪）：桃園市復興區
  - 三光溪：桃園市復興區、宜蘭縣大同鄉
    - 塔曼溪：桃園市復興區

  - 馬里闊丸溪（玉峰溪）：桃園市復興區、新竹縣尖石鄉
    - 抬耀溪：桃園市復興區、新竹縣尖石鄉
    - 泰平溪：桃園市復興區、新竹縣尖石鄉
    - 石磊溪：新竹縣尖石鄉
    - 薩克亞金溪（白石溪）：新竹縣尖石鄉
    - 泰崗溪：新竹縣尖石鄉
      - 塔克金溪：新竹縣尖石鄉
        - 斯烏庫斯溪（鴛鴦溪）：新竹縣尖石鄉
          - 鴛鴦湖：新竹縣尖石鄉

## 主要橋樑

### 大漢溪河段
- 重翠大橋（省道臺64線、新北環河快速道路：新北三重-新北板橋）
- 大漢橋（縣道106甲：新北新莊-新北板橋）
- 新海大橋（縣道106號：新北新莊-新北板橋）
- 新月橋（景觀步道橋：新北新莊-新北板橋）
- 大漢溪橋（省道臺65線快速公路：新北新莊-新北板橋）
- 第二大嵙崁溪橋（臺鐵縱貫線：新北新莊-新北板橋）
- 大漢溪橋（臺灣高鐵：新北新莊-新北板橋）
- 浮洲橋（縣道114號、縣道116號共線：新北板橋/樹林-新北板橋）
- 城林大橋：新北板橋/樹林-新北土城
- 柑園二橋：樹林山佳-樹林柑園
- 柑園大橋（鄉道北85線：樹林山佳-樹林柑園）
- 三鶯二橋：新北樹林/三峽-新北鶯歌
- 三鶯大橋（縣道110號：新北鶯歌-新北鶯歌/三峽）
- 大漢溪橋（國道3號：新北鶯歌-新北三峽）
- 武嶺橋（省道臺3線：大溪崎頂-大溪市區）
- 大溪橋：臺3線舊橋，今為觀光步道橋，大溪崎頂-大溪市區。
- 崁津大橋（省道臺4線：大溪崁津-大溪內柵）
- 溪洲大橋（省道臺4線：桃園龍潭-桃園大溪）
- 後池大橋：省道臺4線舊橋，為石門水庫後池堰堤，今為景觀步道橋：桃園龍潭-桃園大溪。
- 石門水庫壩底通道（桃專3線後池堰環湖公路：桃園龍潭二坪-桃園大溪坪林）
- 石門大橋（桃專1線石門水庫壩頂道路：桃園龍潭石門-桃園大溪溪洲山）
- 溪口吊橋：復興角板山-復興溪口台，步道吊橋。
- 復興橋（省道台7線舊橋：復興霞雲-復興羅浮，今為步道景觀橋。）
- 羅浮橋（省道台7線：復興霞雲-復興羅浮）
- 義興吊橋：復興羅浮-復興義興，步道吊橋。
- 雪霧鬧橋（雪霧鬧道路：復興榮華-復興雪霧鬧
- 高義吊橋：復興高義-復興鷹山登山口，步道吊橋。
- 巴陵二橋（省道台7線：復興三光-復興巴陵）
- 巴陵橋（省道台7線舊橋，今改為景觀步道吊橋：復興三光-復興巴陵）

### 三峽河河段
- 柑城橋：新北市土城區－樹林區柑園。
- 福爾摩沙高速公路：土城媽祖田－樹林柑園。
- 三角湧大橋：新北市三峽區龍埔路。
- 三峽大橋：縣道110號。
- 三峽拱橋：新北市三峽區文化路－愛國路。
- 長福橋：新北市三峽區光明路－長福街
- 八安大橋：新北市三峽區大同路。
- 大同橋：省道臺3線中正路。
- 大利橋：鄉道北111線，昔為「大利吊橋」。
- 醒心橋
- 湊合橋：鄉道北111線。

### 橫溪河段
- 橫溪橋（省道臺3線：介壽路二段）
- 竹崙橋（鄉道北108線）

### 馬里闊丸溪（玉峰溪）河段
- 彌榮吊橋：復興三光-復興爺亨，步道吊橋。
- 同心橋吊橋：新竹尖石泰平-尖石石磊，步道吊橋。
- 玉峰大橋（石磊道路：新竹尖石玉峰-尖石石磊）

### 塔克金溪（泰崗溪）河段
- 司馬庫斯大橋（司馬庫斯產業道路：尖石泰崗-尖石司馬庫斯）
- 無名吊橋：尖石新光-尖石司馬庫斯，司馬庫斯古道吊橋